# Cave del Mercadante
Le "Cave del Mercadante" (o "Cava del Mercadante") – situate a Capo d'Orlando – si riferiscono ad una configurazione rocciosa che si estende per un centinaio di metri per una larghezza tra i 4-5 metri, sulla quale affiorano dischi in pietra, incisi da solchi circolari profondi una decina di centimetri, dal diametro di uno-due metri. 
Le Cave sono emerse durante gli scavi per la costruzione del porto in contrada Bagnoli, presso cui sorgono altri ritrovamenti significativi, tra cui delle terme Romane del III-IV sec. d.C.
Le prime ipotesi dell’uso del sito come una cava per la realizzazione di dischi in pietra, o “rocchi”, risalgono al 1987, in seguito alla rilevazione di indizi circa le diverse fasi di lavorazione dei manufatti: “segni circolari lavorati con scalpello, canali di scavo attorno all’anello completi ed incompleti […] vari piani di sfaldamento orizzontali tali da facilitare il distacco […] quando lo scavo del canale raggiungeva il piano di sfaldamento”. 
L’ipotesi più attendibile circa l'utilizzo dei manufatti circolari, è che potessero servire quali macine per mulini (per olio). Altre ipotesi meno accreditate suggeriscono che i dischi in pietra potessero servire come ornamenti per colonne, o ancoraggi per imbarcazioni.